# Venice Beat
Venice Beat ist ein Musikprojekt des deutschen DJs Paul Hutsch.

## Hintergrund
Im Frühjahr 2005 nahm er mit Unterstützung der Sängerin Tess Timony eine Danceversion des Songs In The Year 2525 auf, mit dem das US-amerikanische Duo Zager and Evans 1969 einen internationalen Nummer-eins-Hit landete.
Die Coverversion wurde am 16. Mai 2005 veröffentlicht und erreichte kurze Zeit später die internationalen Hitparaden.